# Бонанза (річка)

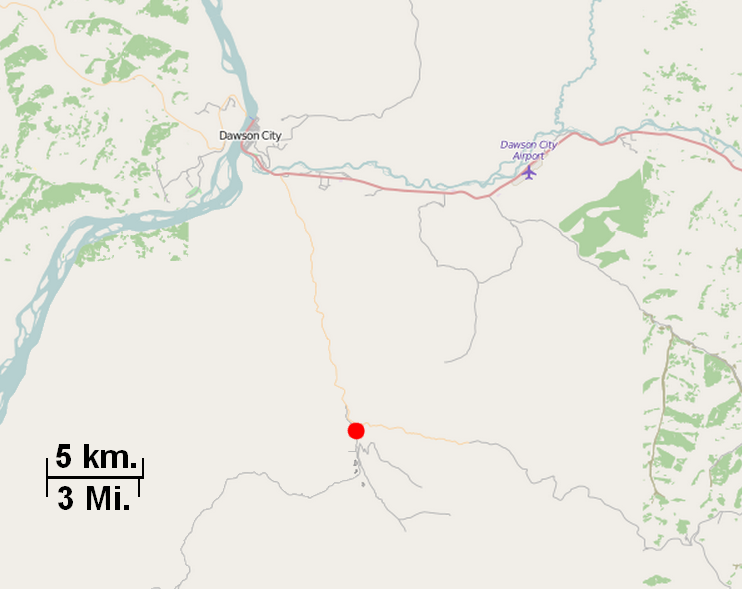
Карта з позначкою місця, де було знайдено перше золото на річці Бонанза

Бонанза-Крік (англ. Bonanza Creek, Hän: Ch'ö`chozhù' ndek) — річка на території Юкону (Канада). Вона проходить близько 32 км від гори «Купол царя Соломона» (англ. King Solomon's Dome) до річки Клондайк.
16 серпня 1896 року Джордж Кармак разом з компаньонами та дружиною Кейт заночували на березі річки Рабіт-Крік (англ. Rabbit Creek) і зробили пробні намиви. І вже перший намив залишив на дні четвертину унції золота (7,8 г) — на 4 долари в тодішніх цінах. У наступні дні річка, яку перейменували в Бонанза (англ. Bonanza Creek), стала центром Клондайкської золотої лихоманки. Десятки тисяч старателів прибули до району цієї річки, але золото було знайдене лише на трохи більше сотні ділянках.
Під час золотодобувних робіт русло річки різко змінилося. Його інтенсивно розвивали на початку 20-го століття, але в 1950-х роках золотодобування пішло на спад. У кількох місцях ще проводяться намивання золота, але зараз річка більш відома своєю історичною цінністю. Два національні історичні місця Канади були визначені вздовж струмка:
- «Заява про відкриття (заявка 37903)», місце, де Кармак знайшов золото. Позначене пам'ятною табличкою;
- «Драга № 4» ,— збережена драга, який використовувалася для видобутку розсипного золота і символізує важливість днопоглиблювальних робіт для еволюції видобутку золота в Клондайку.

Відкривачі золота на Бонанзі
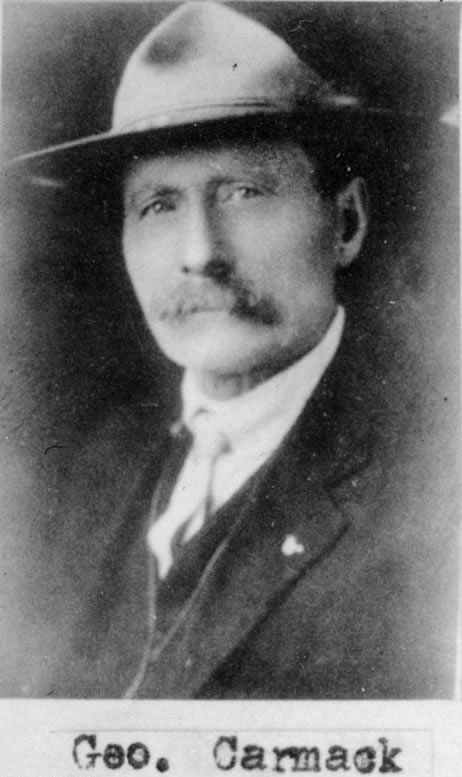
Джордж Кармак
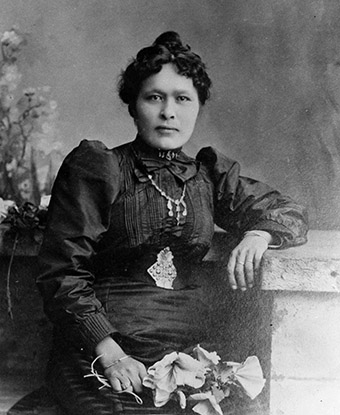
Кейт Кармак, дружина Джорджа
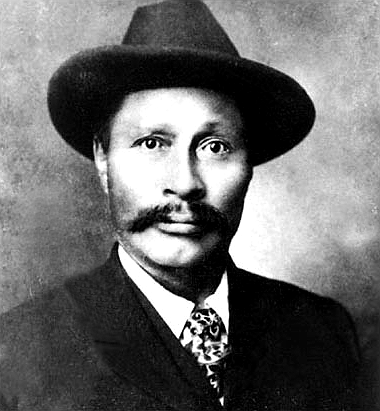
Скукум Джим[en], брат Кейт
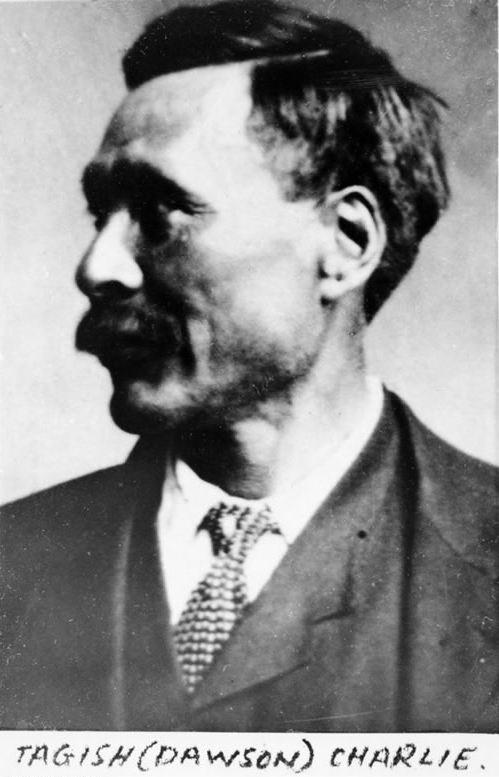
Чарлі Доусон[en], племінник Кейт